# Eudromaeosauria
Eudromaeosauria („adevărații dromaeosauri”) este un subgrup de dinozauri teropod dromaeosaurid. Au fost prădători mici, dar și mari, care au prosperat în perioada Cretacicului. Se cunosc doar fosilele de eudromaeosauria din emisfera nordică.
Ele au apărut pentru prima dată în perioada Cretacicului timpuriu (Aptianul timpuriu, acum aproximativ 124 de milioane de ani) și au supraviețuit până la sfârșitul Cretacicului (etapa Maastrichtiană, 66 milioane de ani). Cel mai vechi eudromaeosaur cunoscut este probabil dromaeosaurinul Yurgovuchia, din formațiunea Muntelui Cedar, Utah, datat din urmă cu 139 de milioane de ani. Cu toate acestea, fosile anterioare mai vechi (de 143 de milioane de ani), cum ar fi cele ale lui Nuthetes și mai mulți dinți neclasificați datând din epoca Kimmeridgian, pot fi eudromaeosauri. 
În timp ce alte dromaeosauride au umplut o varietate de nișe ecologice specializate, în principal cele ale prădătorilor mici sau ale piscivorelor specializate, eudromaeosaurii au funcționat ca hipercarnivore și se sugerează că ar fi vânat prăzi de dimensiuni medii și mari. Pe lângă dimensiunile lor în general mai mari, eudromaeosaurii sunt, de asemenea, definiți prin mai multe trăsături ale piciorului.